# Myosotis
Myosotis és un gènere de plantes amb flors dins la família Boraginaceae. El nom del gènere prové del grec i vol dir orella de ratolí, per la forma de les fulles. El significat del nom comú coincideix en diverses llengües: nomoblidis (català), nomeolvides (castellà), me-m'oubliez-pas (francès), non ti scordar di me (italià), forget-me-not (anglès).

## Descripció
Hi ha molta variació entre les espècies. Moltes tenen flors petites (1 cm de diàmetre o menys), amb cinc pètals, i són de color rosa o blau amb el centre groc. Toleren el sol parcial i l'ombra.
Tenen una àmplia distribució des de Nova Zelanda fins a Europa, Àsia i Amèrica.

## Algunes espècies
- Myosotis alpestris - Alpina
- Myosotis arvensis - Arvense
- Myosotis asiatica - Àsia
- Myosotis azorica - Açores
- Myosotis caespitosa -
- Myosotis decumbens
- Myosotis discolor -
- Myosotis latifolia - De fulla ampla
- Myosotis laxa -
- Myosotis maritima - Marítima endèmica de les Açores[1]
- Myosotis nemorosa
- Myosotis ramosissima
- Myosotis scorpioides -
- Myosotis secunda -
- Myosotis sicula - de Jersey
- Myosotis stricta
- Myosotis sylvatica - Llenyosa
- Myosotis verna - De primavera
- Myosotis venosa
- Myosotis forsteri

## Galeria

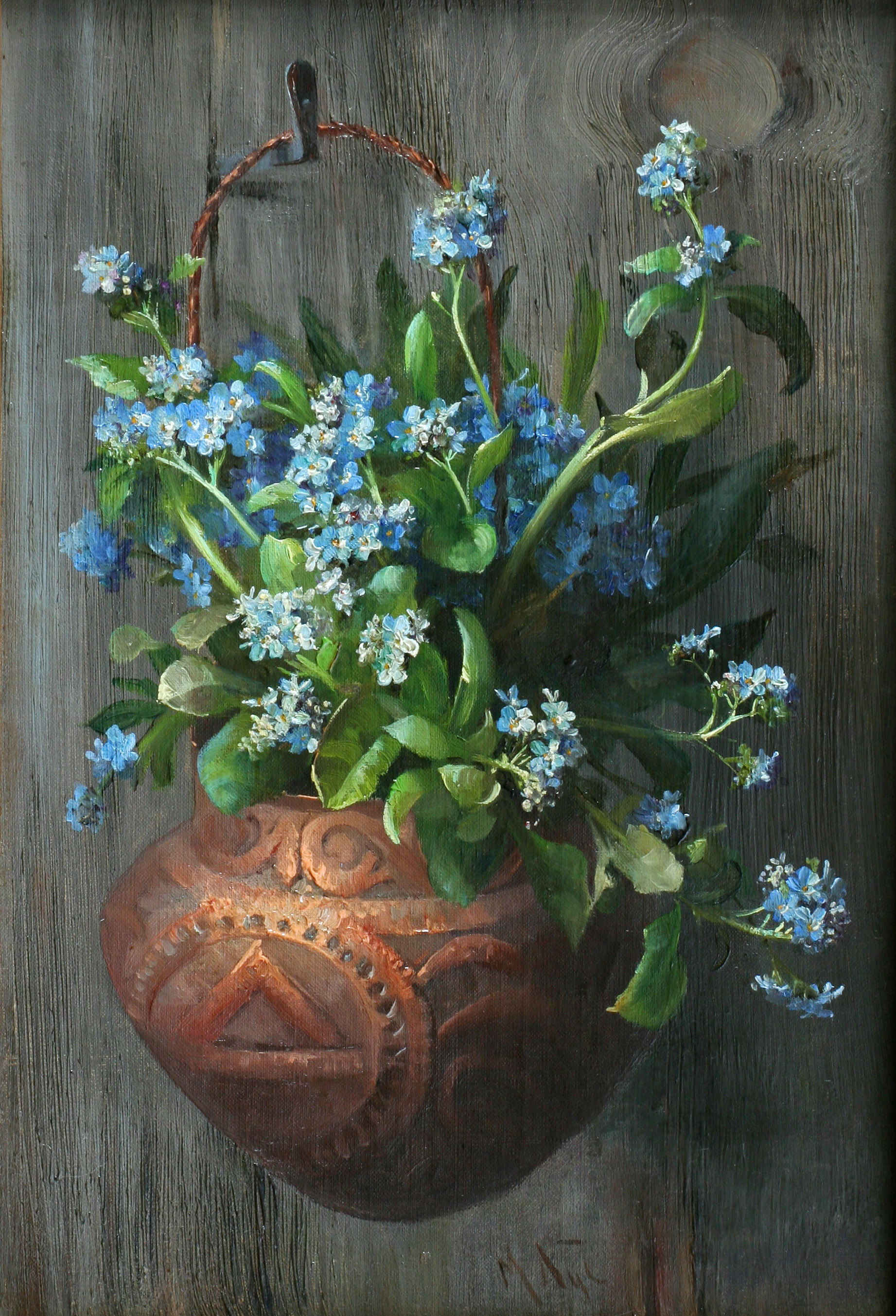
Pintura de Marie Nyl-Frosch.
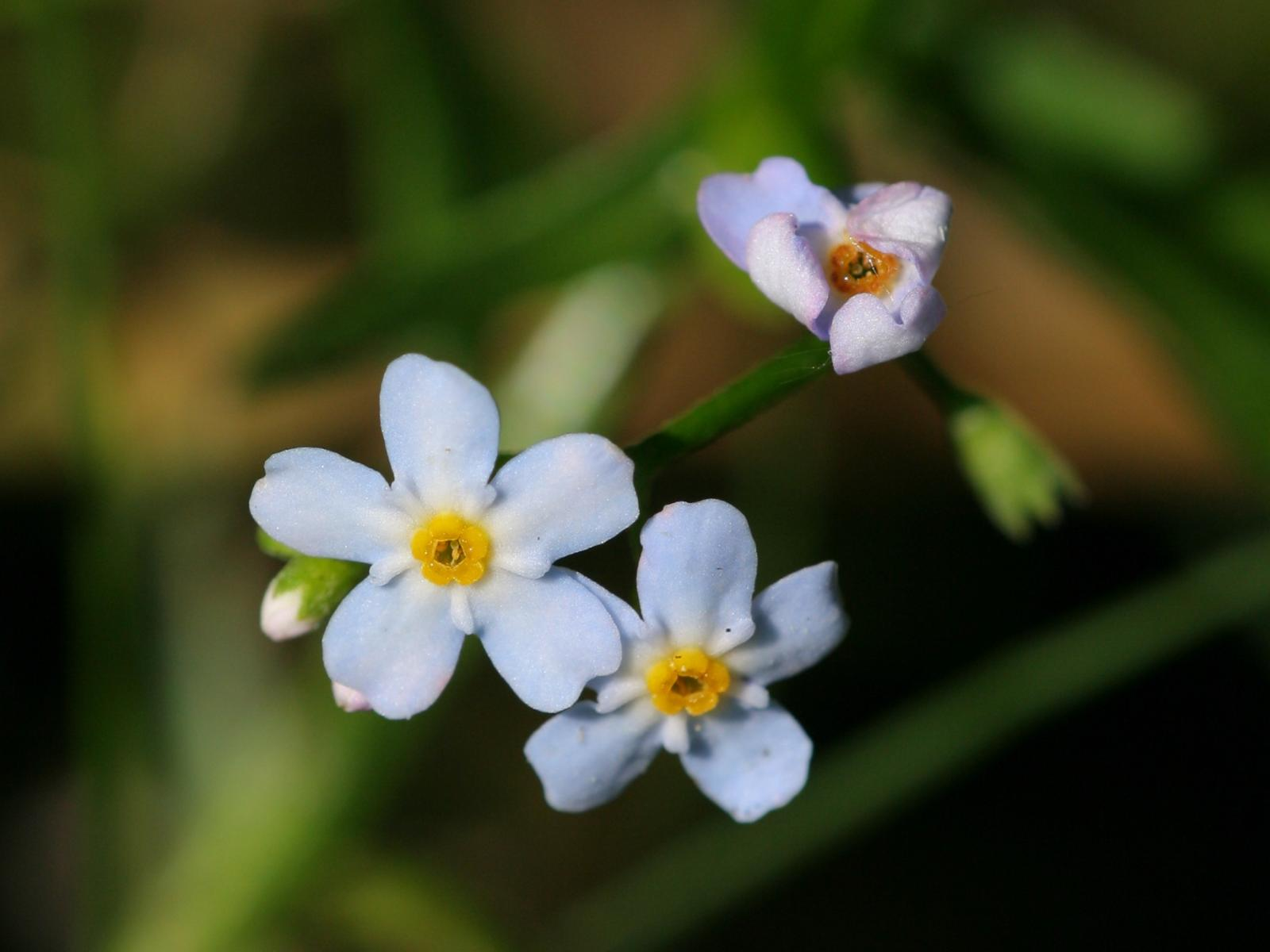
Myosotis laxa
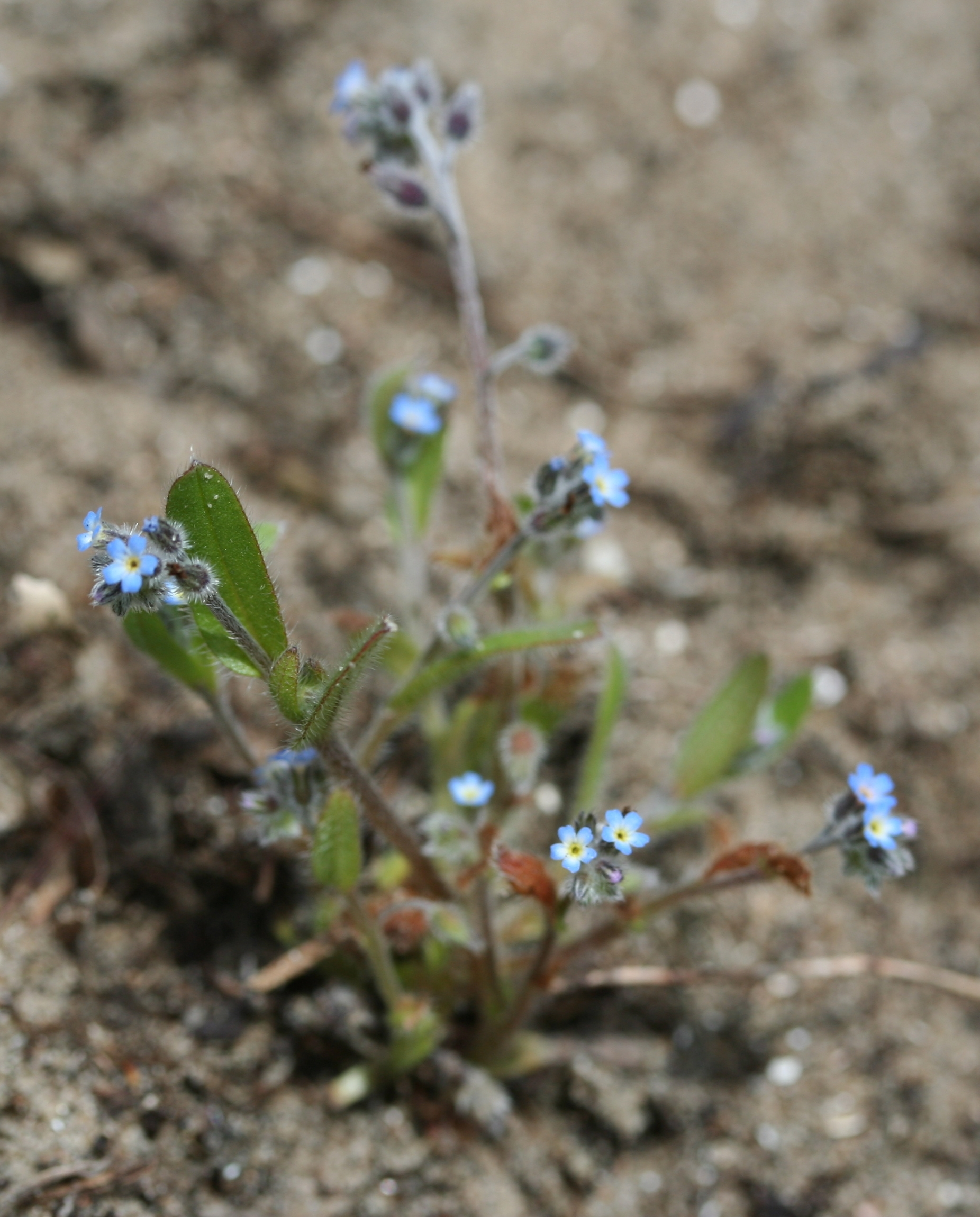
Myosotis ramosissima
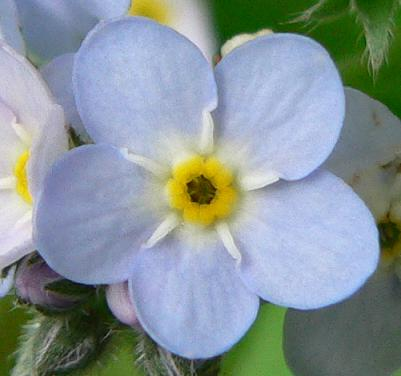
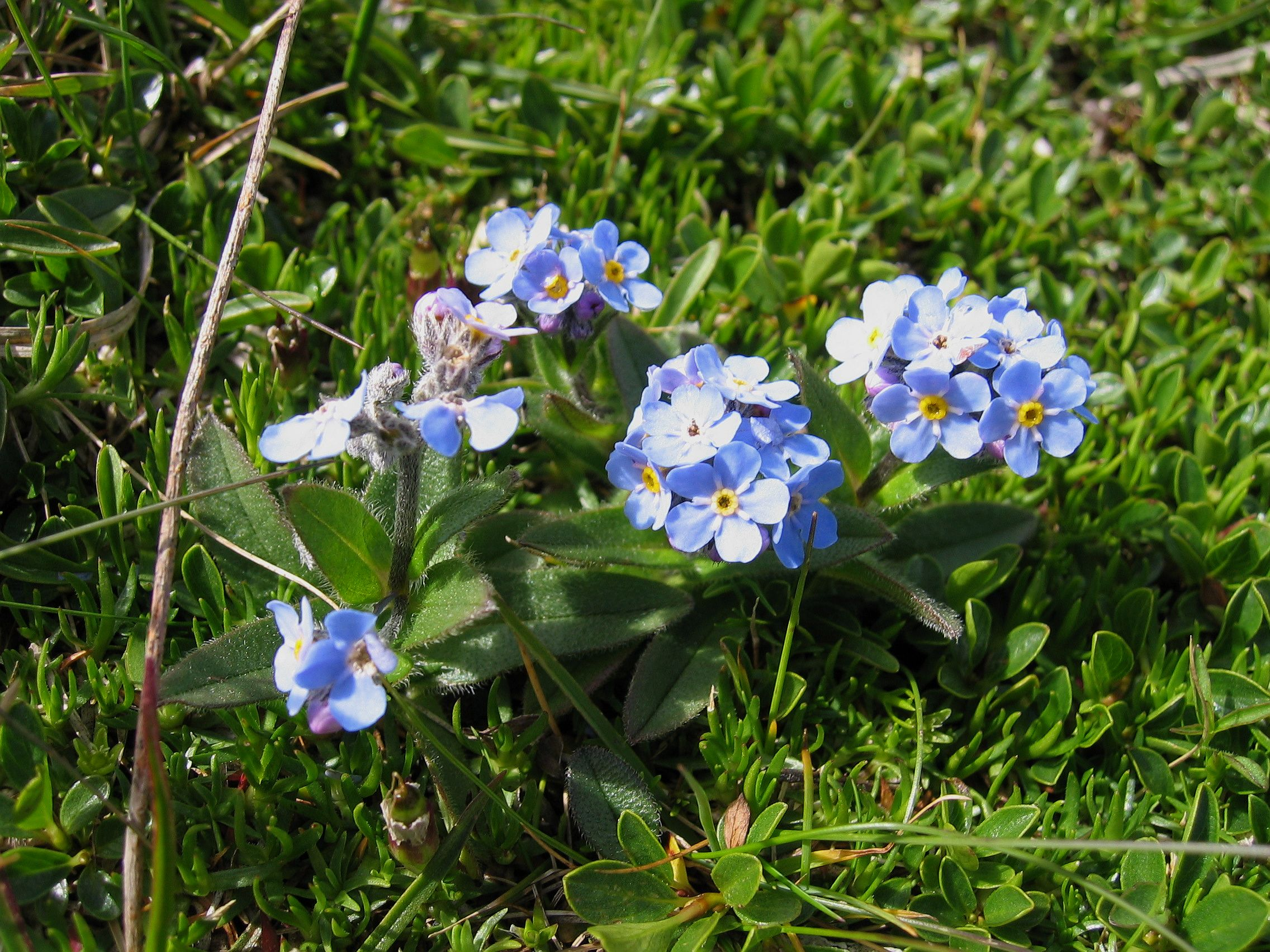
Myosotis alpestris
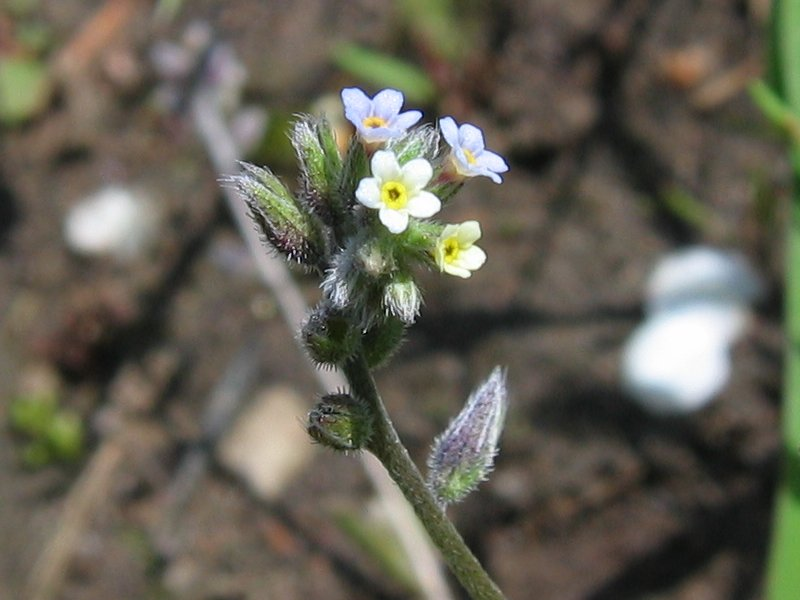
Myosotis discolor
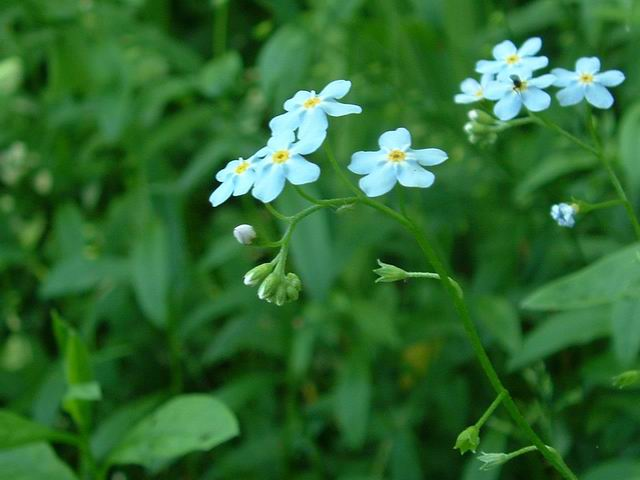
Myosotis scorpioides
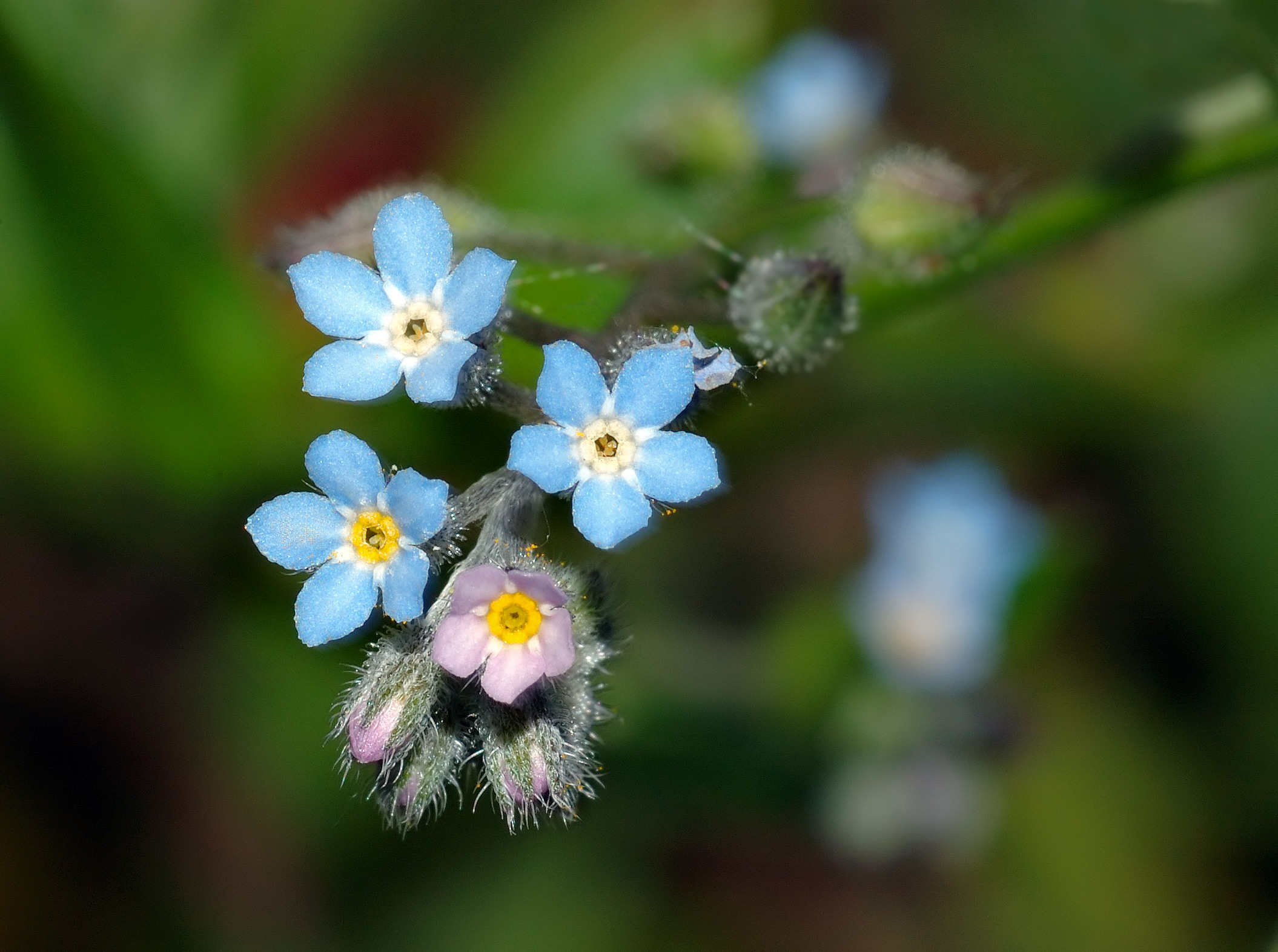
Myosotis sylvatica
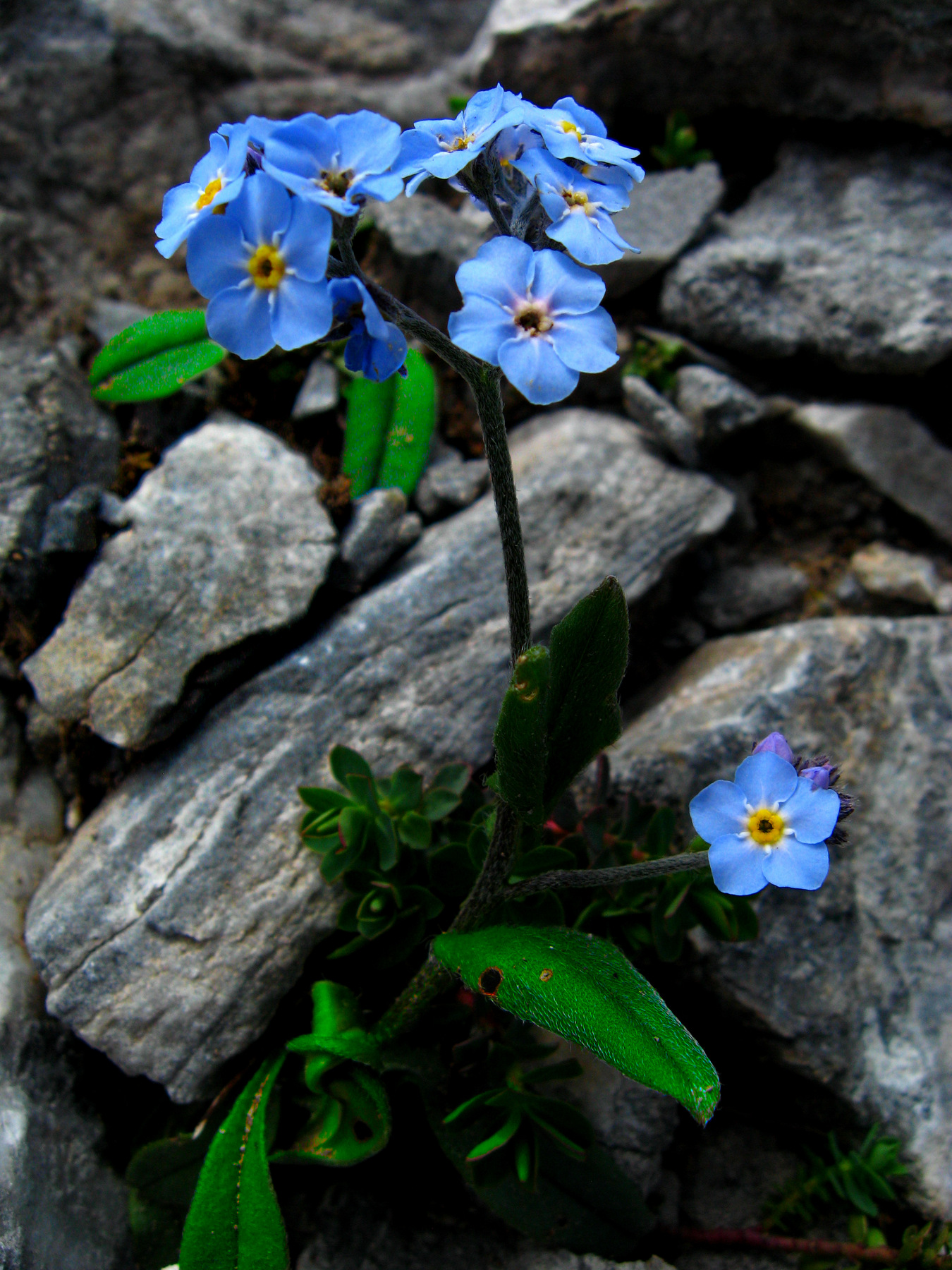
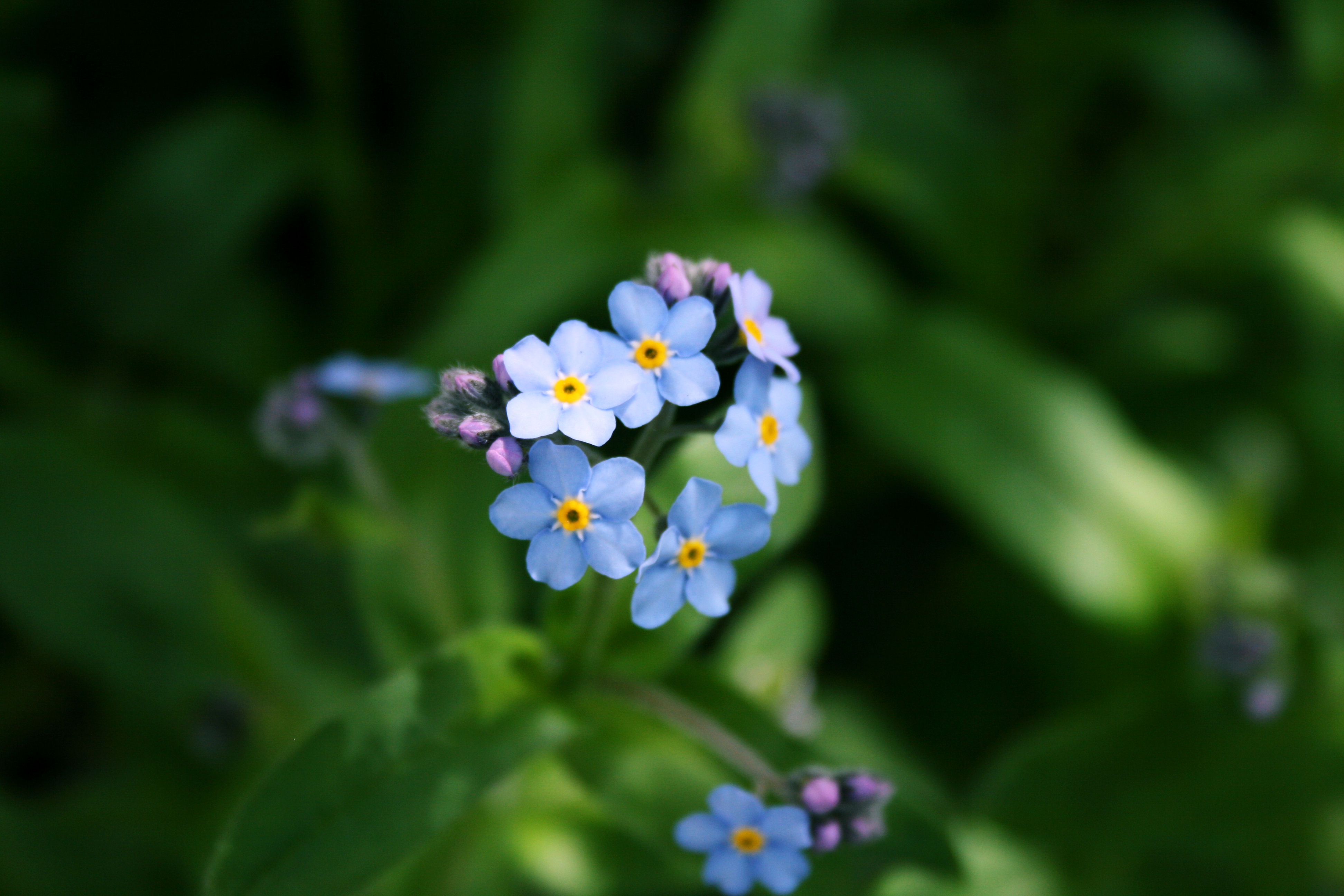
Flors.